# Mezinárodní kód fytocenologické nomenklatury
Mezinárodní kód fytocenologické nomenklatury – MKFN (anglicky International Code of Phytosociological Nomenclature) je sada fytocenologických pravidel, tedy pravidel pro rozlišování a pojmenovávání (nomenklaturu) typů rostlinných společenstev a jejich uspořádání do hierarchického taxonomického systému na základě floristicko-cenologických kritérií.

## Myšlenková východiska pro zavedení kódu
Cílem existence tohoto kódu je sjednotit pravidla pro klasifikaci rostlinných společenstev, tedy skupin rostlinných druhů vyskytujících se na podobných místech z důvodu podobných stanovištních nároků. Příkladem takového společenstva je bučina. Tu lze rozdělit jak na detailnější kategorie (např. acidofilní bučina, květnatá bučina s kyčelnicí devítilistou apod.), tak ji lze např. spolu s doubravami a údolními olšovými luhy zařadit do vyšší kategorie, odpovídající listnatým lesům střední Evropy.
Co vlastně představuje snaha popsat jednotlivá společenstva a jejich hierarchickou strukturu? Pokud to připodobníme k lidské říši, jde o snahu vyklasifikovat určité skupiny druhů vyskytujících se na podobných stanovištích. Takovou základní jednotkou tak může být např. skupina štamgastů určité hospody. Každý večer se scházejí v jedné hospodě, ale přes den mohou být součástí jiných, více či méně svázaných komunit. Tou komunitou může být škola (jeden ze štamgastů je učitel), místní fotbalový klub nebo třeba zahrádkáři. Jsou komunity, které se prakticky vylučují (např. člen jedné politické strany asi nezabrousí na schůzi konkurenční) a jsou takové, které jsou si blíž (např. fotbalový klub a štamgasti) než jiné (škola a štamgasti). Ty, které jsou si blíž, lze pak shlukovat do méně detailních vyšších kategorií.
Podobně i určitý druh rostliny (např. sasanka hajní) se může vyskytovat obvykle spolu s dalšími druhy (dubohabřina), ale lze jej spatřit i jinde (bučina, olšina apod.), kam přechází z dubohabřiny s řadou dalších druhů. Výjimečně se může vyskytnout i v úplně jiných společenstvech (např. louka), ale tam jeho výskyt nebude brán jako významný znak, protože se tam vyskytuje jen sám a ojediněle.
Vymezení základních kategorií (tedy jednotlivých společenstev) je poměrně obtížné a dlouhou dobu bylo předmětem sporů mezi dvěma skupinami botaniků, tzv. diskontinualistů a kontinualistů. Diskontinualisté požadovali vyčlenění samostatných jednotek i pro lokální variace společenstva (např. lokální variace květnatých bučin s kyčelnicí devítilistou pro různá pohoří). Kontinualisti se snažili maximum podobných společenstev sdružit do jedné jednotky, neboť jednotlivé variace považovala za vzájemně v sebe přecházející a nerozlišitelné.

## O publikaci
Publikaci stanovující kódování vydává Nomenklatorická komise při Mezinárodní společnost pro studium vegetace (anglicky International Association for Vegetation Science (IAVS) ) a při Mezinárodní federaci pro fytocenologii (francouzsky Fédération Internationale de Phytosociologie (FIP)). Tento systém se označuje jako evropská fytocenologická škola nebo jako curyšsko-montpellierská škola.
Pravidla tvoří
- část I: Definice I-XIII
- část II: Zásady I-VII
- část III: 51 článků (10 kapitol)
- část IV: Dodatek I-VI

## Pravidla klasifikace
Klasifikační jednotka kterékoliv úrovně se ve fytocenologii nazývá syntaxon (v taxonomii biologických druhů se v obdobném významu používá slovo taxon). Taxonomická kategorie se ve fytocenologii nazývá rank. Jména syntaxonů se obvykle tvoří z názvu botanického druhu (nebo názvů dvou druhů oddělených spojovníkem) a doplněných koncovkou příslušné úrovně kategorizace (příslušného ranku). Za název se přidává zkratka autorské citace, tedy údaj o tom, kdo syntaxon zavedl.
| Hlavní ranky |          |                                       |
| název ranku  | koncovka | příklad                               |
| Asociace     | -etum    | Angelico oleracei-Cirsietum palustris |
| Svaz         | -ion     | Fagion silvaticae                     |
| Řád          | -etalia  | Arrhenatheretalia elatioris           |
| Třída        | -etea    | Festuco-Brometea                      |
Podobně jako v taxonomické hierarchii je třída obšírnějším taxonem než řád (skládá se tedy z několika řádů). Svaz je na hierarchické úrovni obdobou čeledi, asociace pak druhu.
| Vedlejší ranky |          |                                                     |
| název ranku    | koncovka | příklad                                             |
| Subasociace    | -etosum  | Lathyro versicoloris-Quercetum pubescentis poetosum |
| Podsvaz        | -enion   | Acerenion pseudoplatani                             |
| Podřád         | -enalia  |                                                     |
| Podtřída       | -enea    |                                                     |
Subasociace jsou používány běžně, podřády a podtřídy velmi zřídka.
Kromě hlavních a vedlejších ranků se používají ještě neformální jednotky, například společenstvo, varianta, geografická rasa atd. Ty se zpravidla označují jménem biologického druhu. Často jsou tyto neformální jednotky používány tehdy, pokud společenstvo není jasně vylišitelné či existují spory ohledně jeho popisu (např. jednotlivé typy acidofilních borů).
Některá pravidla:
- princip priority: každý syntaxon má jen jedno správné jméno. Existuje-li více názvů, je správný ten nejstarší. Nerozhoduje tedy výstižnost označení.
- Asociace je základní rank (ale není bezpodmínečně základní jednotkou).
- Jako nomenklatorický typ slouží snímek společenstva.
- Lze zamítnout snímky představující směs (přechod) různých asociací.